# 平野岳史
平野 岳史（ひらの たけひと、1961年8月25日 - ）は、神奈川県横浜市出身の実業家。総合人材サービス会社フルキャストホールディングスの創業者。同社の代表取締役社長・同会長兼最高経営責任者などを歴任した。現在はフルキャストホールディングス取締役会長およびグループ会社のエフプレイン代表取締役会長。

## 略歴
- 1984年 - 神奈川大学経済学部経済学科卒業、同年4月、株式会社ハーベストフューチャーズ入社[1]
- 1987年 - 神奈川進学研究会を設立[2]
- 1990年 - 株式会社リゾートワールド（現在のフルキャストホールディングス）設立、代表取締役社長に就く[1]
- 2007年 - フルキャストホールディングス取締役会長（代表権なし）に退く[3]
- 2009年 - 同社取締役相談役に就く[3]
- 2014年 - 同社取締役相談役を退く[3]
- 2015年 - 同社取締役会長に復帰[2]
- 2020年 - この年発足のプロダンスリーグ「D.LEAGUE」を運営・主催する株式会社Dリーグ代表取締役CEOに就く[4]。

## 著書
- 『満天の星-フルキャスト物語』アメーバブックス、2006年。 ISBN 4344990218